# Bombardier Q Series
De Bombardier Q Series, ook wel De Havilland Canada DHC-8 (DHC dash 8), is een populair turbopropvliegtuig voor regionale vluchten.
Aan het einde van de jaren 70 begon De Havilland Canada met de ontwikkeling van de Dash 8. Er was een bijzonder grote vraag naar een nieuw lijntoestel met een capaciteit van 30 tot 40 zitplaatsen. Het eerste prototype maakte de eerste vlucht op 20 juni 1983. Canadese certificatie volgde op 28 september 1984. De eerste aflevering van de Dash 8 was aan norOntair op 23 oktober 1984.
Net als z'n voorganger, de Dash 7, is de Dash 8 een hoogdekker met een hoog geplaatst horizontaal staartvlak. Het vliegtuig is uitgerust met twee turboprop motoren (de Dash 7 heeft er vier) van het type Pratt & Whitney PW120.

## Bombardier Q100/Q200
De productielijn startte met de -100 serie (Dash 8-100), gevolgd door de 100A, geïntroduceerd in 1990. De Dash 8-100A heeft een vernieuwd interieur met extra hoofdruimte en PW120A motoren. De 100B serie werd in 1992 geïntroduceerd met krachtigere PW121-motoren.
De volgende versie is de Dash 8-200, aangekondigd door De Havilland Canada in 1992 en leverbaar vanaf april 1995. De -200 heeft verbeterde prestaties met de krachtiger PW123C motoren, wat resulteert in een 56 km/u hogere kruissnelheid. De 200B-variant is uitgerust met PW123B-motoren. Deze leveren betere prestaties in hooggelegen regio's en in warme klimaten.
Vanaf het eerste kwartaal van 1996 zijn alle nieuwe Dash 8 toestellen uitgerust met het zogeheten 'computer controlled noise and vibration suppression system' of NVS, wat de geluidsproductie van de motoren aanzienlijk vermindert. Van alle toestellen die zijn uitgerust met het NVS, veranderde de aanduiding in Dash 8Q (Q = quiet). In 1998 werd dit Dash 8-Q200, toen een nieuw interieur werd geïntroduceerd.

## Bombardier Q300

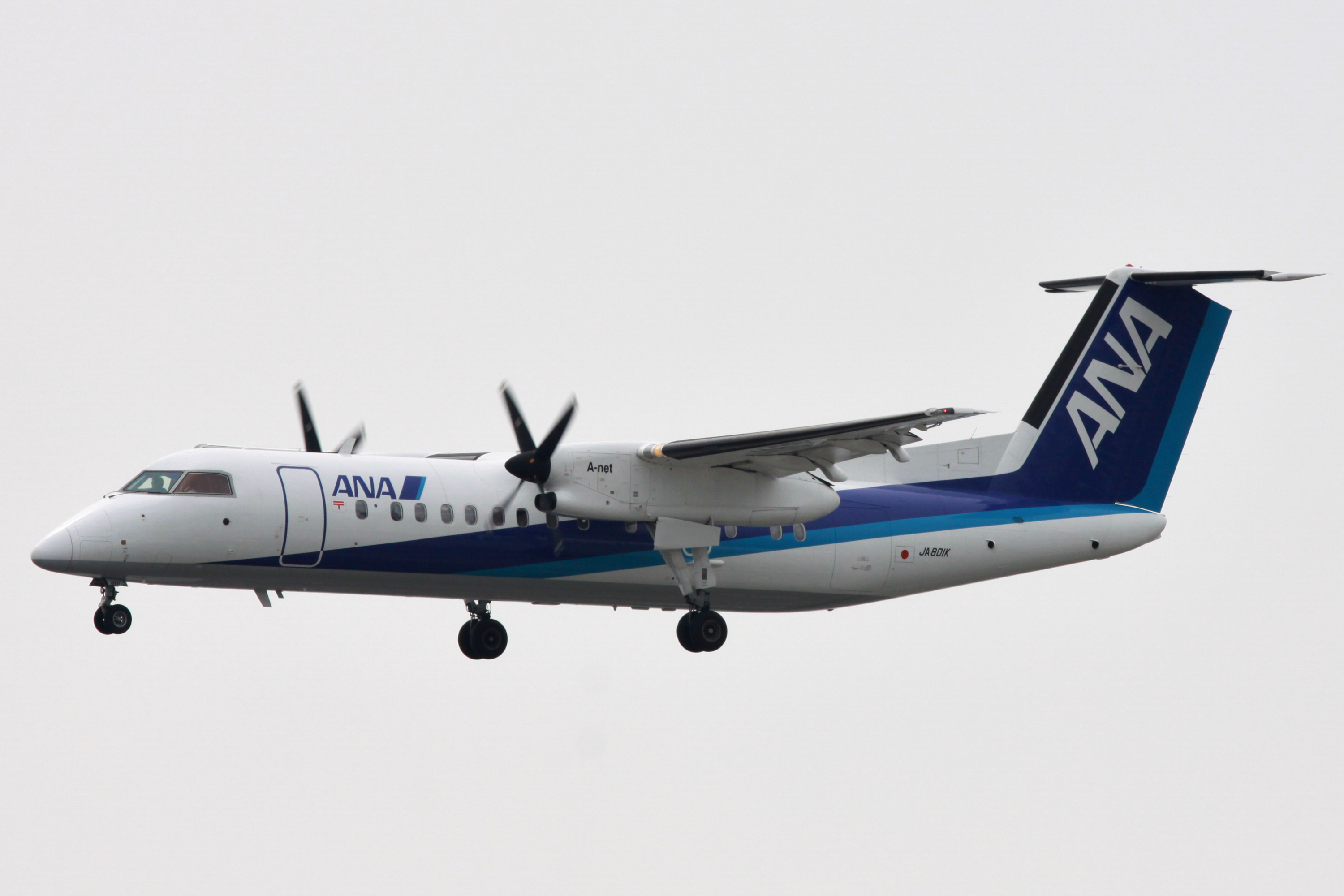
Dash 8-Q300

Gezien het succes van de Dash 8 -100 en -200 series, was de verlengde versie van de Dash 8 een logische ontwikkeling. In 1986 werd door De Havilland Canada het startsein gegeven voor de ontwikkeling van een nieuwe, verlengde versie met vijftig stoelen, aangeduid als Dash 8-300. De Dash 8-300 is in feite een verlengde versie van het eerste prototype van de Dash-8. De Dash 8-300 vloog voor het eerst op 15 maart 1987. Canadese certificatie volgde in februari 1989. De eerste aflevering was aan Time Air, later in dezelfde maand. VS certificatie werd verkregen in juni 1989.
Voor de ontwikkeling van de Dash 8-300 zijn voor en achter de vleugel twee stukken van in totaal 3,43 meter in de romp toegevoegd. De verlenging resulteert in een gebruikelijke capaciteit van vijftig passagiers. De Dash 8-300 beschikt over PW123A motoren. Verder heeft de Dash 8-300 een grotere spanwijdte. Andere verbeteringen zijn onder andere: grotere keuken, groter toilet, een kledingkast, betere airconditioning en een optionele APU (Auxiliary power unit).
Ook de Dash 8-300 is er in verschillende varianten. De standaard -300 werd opgevolgd door de -300A in 1990. De Dash 8-300A kan een groter gewicht dragen, heeft verbeteringen in het interieur, en kan optioneel worden uitgerust met PW123B motoren. De Dash 8-300B werd in 1992 geïntroduceerd en beschikt standaard over PW123B motoren en extra draagcapaciteit. De Dash 8-300E heeft nieuwere PW123E motoren met betere capaciteit in hoger gelegen regio's en warme klimaten.
Net als de Dash 8-Q200 zijn alle Dash 8-300 toestellen sinds het tweede kwartaal van 1996 uitgerust met NVS en dus vanaf dan aangeduid als Dash 8-Q300.

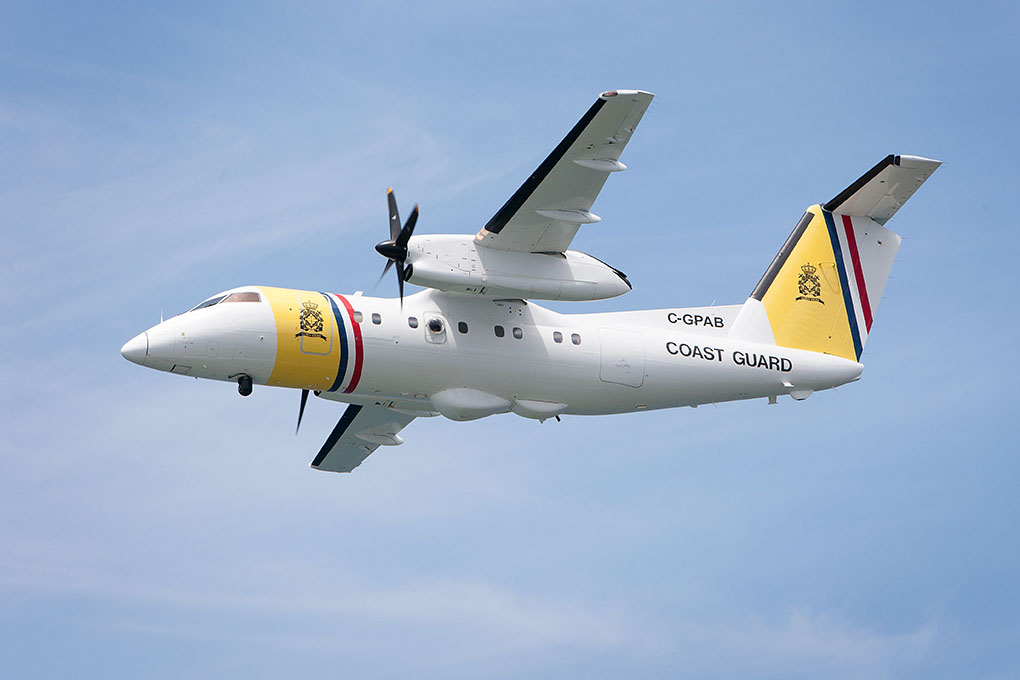
Een Dash 8 van KWCARIB

### Nederland
De Nederlandse Kustwacht beschikt sinds augustus 2022 over twee Dash-8 toestellen. De vliegtuigen worden geleaset van het Canadese bedrijf Provincial Aerospace Ltd.
De Kustwacht in het Caribisch gebied (KWCARIB) beschikt al langer over twee van deze vliegtuigen, die ook worden geleaset van Provincial Aerospace Ltd.

## Bombardier Q400

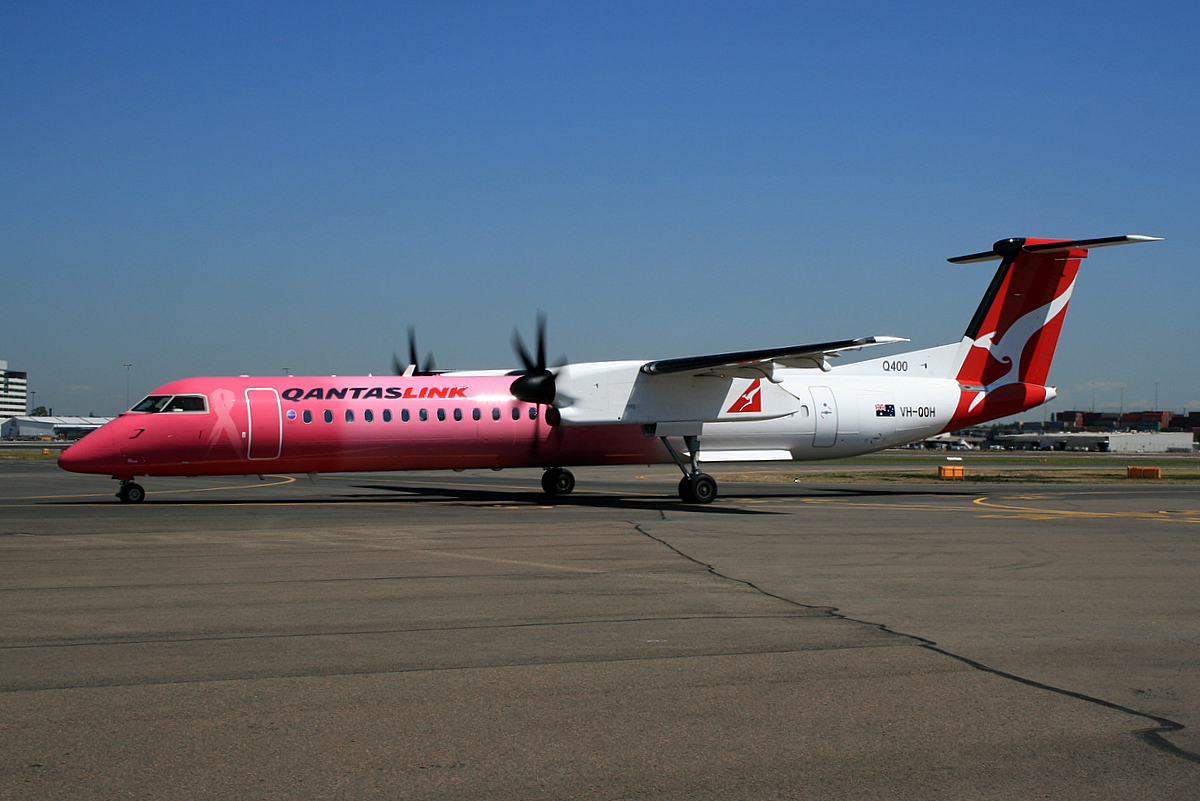
Dash 8-400

De opvolger van de Dash 8-300 is de achtenzeventig stoelen tellende Dash 8-Q400. De Q400 is de langste en het laatste lid van de Dash 8 familie. De Q400 beschikt over nieuwe motoren, nieuwe navigatie-apparatuur en vliegsystemen, aangepaste vleugels, en een verlengde romp.
Vliegtuigbouwer Bombardier nam in 1992 De Havilland Canada over van Boeing. De Havilland Canada was toen al bezig met een verdere verlenging van de Dash 8, hoewel hiervoor pas in juni 1995 formeel het startsein werd gegeven. De nieuwe Dash 8-Q400 rolde op 21 november 1997 de fabriek uit. De eerste vlucht werd gemaakt op 31 januari 1998, certificatie en de eerste leveringen vonden plaats in 1999.
De Q400 staat in de markt voor de korte vluchten van rond de 550 kilometer of minder. Ondanks de sterke opkomst van de regionale jets, zijn de turboprop vliegtuigen nog steeds in trek, mede vanwege de economische eigenschappen op kortere afstanden. Volgens Bombardier ligt de economische grens van de Dash 8-Q400 op een bezetting van slechts 29 passagiers.
De Dash 8-Q400 heeft een nieuwe romp gekregen, een verlenging van 6,38 meter ten opzichte van de Q300. Verder heeft de Q400 een nieuw vormgegeven staart en twee nieuwe deuren aan de linker voor- en achterkant met de nooduitgang aan de andere zijde. De binnenste secties van de vleugels van de Q400 zijn geheel vernieuwd en de uiteinden zijn versterkt. Het toestel wordt aangedreven door nieuwe en krachtigere PW150A motoren. De cockpit is, net als moderne jets, voorzien van vijf grote lcd-kleurenschermen die alle informatie weergeven.
Een Next Generation versie, de Q400 NexGen of NG werd in 2013 beschikbaar met vernieuwde cabine, ramen, landingsgestel, gereduceerde brandstofbehoefte en onderhoudskosten en extra capaciteit, in een versie in 2016 aangekondigd zelfs tot 90 zitplaatsen. De eerste klant voor dit model was SpiceJet die in september 2018 het eerste toestel in ontvangst mocht nemen.